# Хайме Алас
Хайме Алас (ісп. Jaime Alas, нар. 30 липня 1989, Сан-Сальвадор) — сальвадорський футболіст, фланговий півзахисник гватемальського «Мунісіпаля» та національної збірної Сальвадору.

## Клубна кар'єра
У дорослому футболі дебютував 2006 року виступами за команду клубу «Сан-Сальвадор».
Своєю грою за цю команду привернув увагу представників тренерського штабу аргентинського «Рівер Плейта», до складу якого приєднався 2006 року. Провів у клубі з Буенос-Айреса наступні чотири сезони своєї ігрової кар'єри, граючи виключно за його молодіжну команду.
Протягом 2010—2012 років захищав кольори команди клубу «Луїс Анхель Фірпо».
До складу клубу «Русенборг» приєднався 2012 року. Наразі встиг відіграти за команду з Тронгейма 3 матчі в національному чемпіонаті, якими його виступи у Європі й обмежилися. 2013 рпоку повернувся до Північної Америки, спочатку його було віддано в оренду до «Сан-Хосе Ерсквейкс», у 2014 він грав у Мексиці за нижчоліговий «Бальєнас Галеана» та за «Ірапуато», а наприкінці 2014 став гравцем сальвадорського клубу ФАС. 2015 року був відданий в оренду до гватемальського  «Мунісіпаля».

## Виступи за збірну
У 2010 році дебютував в офіційних матчах у складі національної збірної Сальвадору. Наразі провів у формі головної команди країни 47 матчів, забивши 6 голів.
У складі збірної був учасником розіграшу Золотого кубка КОНКАКАФ 2011 року у США та розіграшу Золотого кубка КОНКАКАФ 2015 року у США і Канаді.